# Gelasma nubecula
Gelasma nubecula är en fjärilsart som beskrevs av W. Warren 1905. Gelasma nubecula ingår i släktet Gelasma och familjen mätare. Inga underarter finns listade i Catalogue of Life.